# César Camacho Quiróz

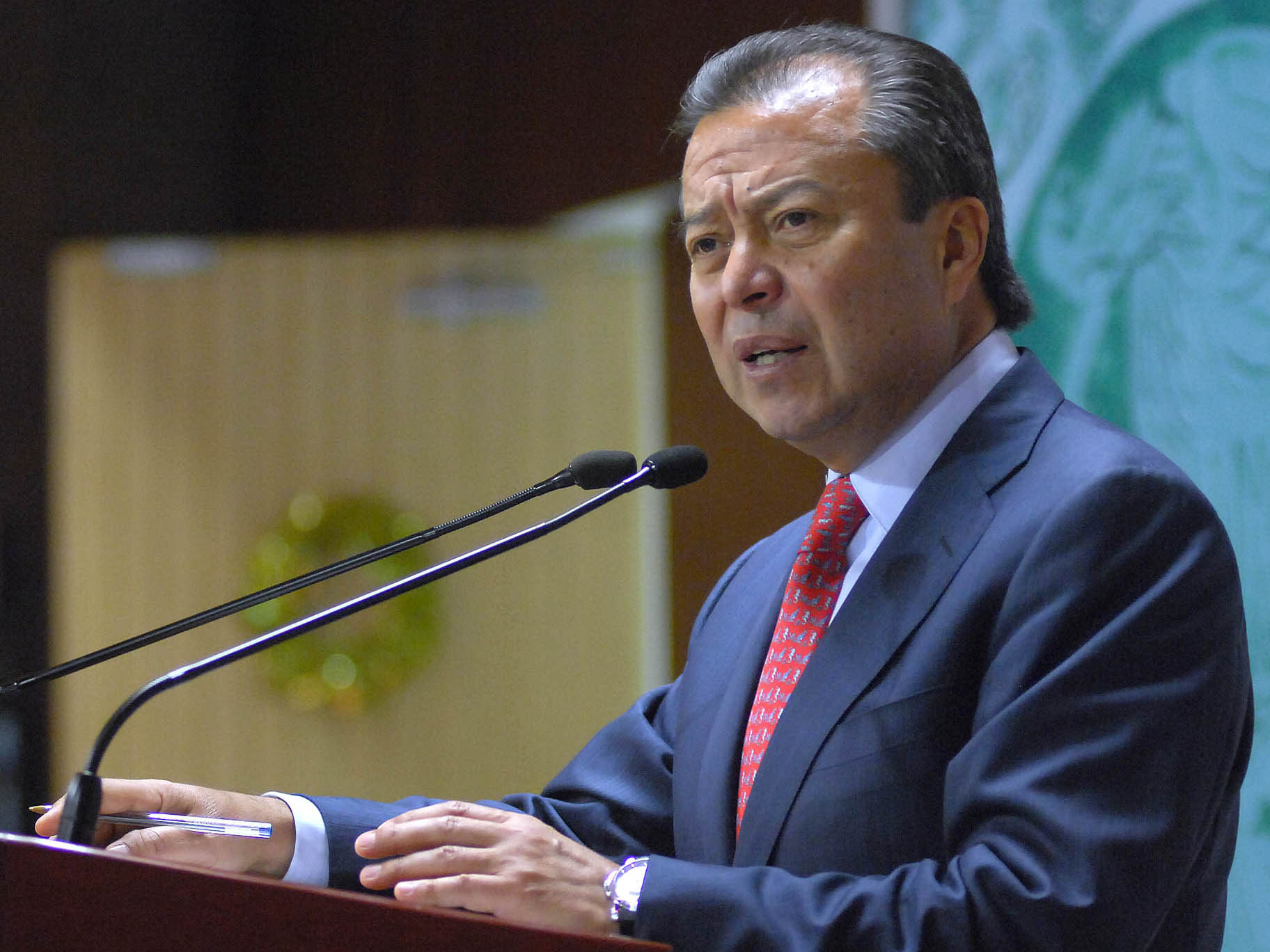
César Camacho Quiróz

César Octavio Camacho Quiróz (San Miguel Totocuitlapilco, 14 februari 1955) is een Mexicaans politicus van de Institutioneel Revolutionaire Partij (PRI).
Camacho studeerde rechten aan de Nationale Autonome Universiteit van Mexico (UNAM). In 1991 werd hij gekozen tot burgemeester van Metepec. In 1993, na het aftreden van Emilio Chuayffet, werd hij benoemd tot gouverneur van de deelstaat Mexico.
Van 2000 tot 2006 was hij senator en van 2006 tot 2009 afgevaardigde.
- Gemeinsame Normdatei: 1057442518
- International Standard Name Identifier: 0000 0000 3795 7237
- Library of Congress Control Number: n99043898
- Système universitaire de documentation: 253751640
- Virtual International Authority File: 28864720
- WorldCat: E39PBJghjyrftvfwq9vfW7JJjC